# Міноносці типу «Дефендер»
Міноносці типу «Дефендер» — кораблі колоніальної служби, призначені для оборони портів Нової Зеландії у кінці 19 століття. Залишки Defender збережені у Літтелтонському музеї міноносців.

## Будівництво
Придбані для зовнішньої оборони Нової Зеландії вартістю близько 3200 фунтів стерлінгів кожен, чотири кораблі (фактично катери) були побудовані та оснащені двигунами John I. Thornycroft & Company у Чизіку на Темзі.

## Озброєння
Під час побудови клас був озброєний єдиною жердинною міною Мак-Евоя (McEvoy), яка мала таранити ворожий корабель і вибухнути під ватерлінією. Озброєння доповнював один двоствольний кулемет Норденфельда. На останній парі було встановлено дві 18-дюймові торпеди Вайтгеда, якими згодом були переоснащені перші міноносці — Defender та Taiaroa.

## Транспортування до Нової Зеландії
1 лютого 1884 року перша пара міноносців була відправлена на борту парусного судна Lyttelton з Лондона до Порт-Чалмерса, Нова Зеландія. Друга пара послідувала 3 травня 1884 року.

## Історія служби
Для експлуатації міноносців були сформовані підрозділи торпедного корпусу Постійної міліції (регулярні підрозділи у складі Військово-морських добровольчих сил Нової Зеландії) для чотирьох головних портів — Літтелтон (Defender), Порт-Чалмерс (Taiaroa), Девонпорт (Waitemata) та Веллінгтон (Poneke). У кожному з цих портів було споруджено приміщення для їх зберігання зі стапелями. Катери досить швидко морально застаріли і на 1900 рік були фактично залишені напризволяще.

## Див також
«Пайонір» - перший спеціально побудований військовий корабель Нової Зеландії 